# 俞知仁
俞知仁（1956年1月27日—），韓國女演員。

## 演出作品

### 電視劇
- 2003年：MBC《迴轉木馬》
- 2004年：KBS《我的寶貝子女》
- 2007年：SBS《愛情殺手吳水晶》飾演 沈月桃
- 2007年：KBS《壞愛情》飾演 仁靜母
- 2007年：SBS《那女人好可怕》飾演 金美德
- 2009年：MBC《賢內助女王》飾演 泰準的母親
- 2009年：SBS《燦爛的遺產》飾演 吳英蘭
- 2010年：MBC《粉紅色口紅》飾演 鄭末子
- 2010年：SBS《把星星摘給我》
- 2011年：SBS《49日》飾演 鄭美玉
- 2011年：KBS《間諜明月》飾演 李鈺順
- 2011年：SBS《加油！歐巴桑》
- 2012年：KBS《順藤而上的你》飾演 嚴寶愛
- 2012年：SBS《因為是你才喜歡》飾演 具愛朗
- 2013年：MBC《愛能給別人嗎》飾演 李惠新
- 2014年：SBS《清潭洞醜聞》飾演 崔世蘭
- 2015年：SBS《魔女之城》飾演 梁好德